# Ulrich Aumayer
Ulrich Aumayer OFM, auch Ulrich Aumair, (* in Regensburg; † 1. Juli 1468) war ein deutscher Geistlicher und Franziskaner.
Am 23. Juli 1456 wurde er von Papst Calixt III. zum Weihbischof in Regensburg und Titularbischof von Hierapolis in Phrygia ernannt.